# プロジェクトK
特定非営利活動法人プロジェクトK（新しい霞ヶ関を創る若手の会）とは、東京都練馬区の特定非営利活動法人（NPO法人）。霞ヶ関の構造改革を目指す国家公務員を中心に結成された団体。2003年9月に最初の会合を開き、2005年12月に自らの提案する改革案をまとめた書籍『霞ヶ関構造改革プロジェクトK』を実名で出版して話題となった。2006年5月に無限責任中間法人として法人格を得て、その後、2009年5月から内閣府認証の特定非営利活動法人となっている。
結成以来、(1)改革案のブラッシュアップ作業、(2)現場プロジェクト、(3)発信（出版）プロジェクト、(4)架け橋プロジェクトなどを通じて、霞ヶ関改革を提言している。2010年5月に政府が開催した「政策グランプリ～大臣ダイレクト～」では、応募した政策『国民による仕分け作業（予算要求及び執行の情報公開）』が準グランプリを受賞した。
各メンバーも様々な活動をしており、例えば初代代表を務めた朝比奈一郎は、「世界に誇れ、世界で戦える日本」のための人材・政策・組織を創る新しい会社として、2010年11月に青山社中株式会社を設立している。また初代副代表の小紫雅史は2015年から奈良県生駒市長を務める。

## 団体の概要
Vision and Mission
公務員は、国民全体のために奉仕すべきであるという原点に立ち戻り、霞ヶ関が歴史的に質が高く、国際的に競争力のある政策を立案できるよう、改革を実行する。
Member
30歳前後が中心（年齢が若く、かつ内情にも通じている世代）、霞ヶ関を内から変える（単なる異業種交流ではなく、霞ヶ関内部の人間による団体）、各省庁横断的（特定の省庁が中心ということではなく、多くの省庁からメンバーが参加）
Policy
面的な改革（個別の問題についてではなく、総合的な改革を提案する）、建設的な批判（「さらば霞ヶ関」ではなく、良い仕事をしたいが故の批判をする）、精力的な活動（各方面からヒアリングしている）

## 活動
1. 改革案のブラッシュアップ作業 - すでに提言した改革案について、各方面からの意見を参考に改良し、再提言する作業を行っている。
2. 現場プロジェクト - 週末を利用して、地方自治体などに出向き、霞ヶ関改革についての講演などを行っている。
3. 発信（出版）プロジェクト - 公務員の現状について、また霞ヶ関のどこに問題があるのかをより多くの方に知ってもらうため、メールマガジンや出版などの活動を行っている。
4. 架け橋プロジェクト - 有識者による講演、テーマに沿ったグループディスカッション、プロジェクトKの近況報告、懇親会などを通じて、様々なフィールドで活躍する方同士をつなげる活動を行っている。

## 関連書籍

### 発行書籍
- 『霞ヶ関構造改革・プロジェクトK』 2005年 東洋経済新報社
- 『霞ヶ関維新～官僚が変わる・日本が変わる～』 2009年 英治出版
- 『霞が関から日本を変える』 2012年 マイナビ